# مكتوبات أحمد

خط يد ميرزا غلام أحمد

مكتوبات أحمد (1878-1908) هي مجموعة مكونة من 7 مجلدات لجميع الرسائل المتاحة، التي كتبها ميرزا غلام أحمد ردًا على استفسارات ورسائل أصدقائه ورفاقه وعلمائه. تحتوي المجلدات على بعض الرسائل الشاملة حول قضايا معقدة تتعلق بالدين والميتافيزيقيا وكذلك في مسائل الفقه. نُشرت طبعة مكونة من خمسة مجلدات تتضمن هذه الرسائل بالإضافة إلى الرسائل المكتشفة حديثًا في عام 2008.